# DLR-Archenhold Near Earth Objects Precovery Survey
DLR-Archenhold Near Earth Objects Precovery Survey, skraćeno DANEOPS, projekt pokrenut radi sustavnog istraživanja postojećih arhiva na fotografskim pločama radi predotkrića slika poznatih nam objekata blizu Zemlje. Do srpnja 2004. predotkriveno je i vraćeno oko 145 objekata.

## Vanjske poveznice
- DANEOPS Home Page